# Júlio López (pływak)
Júlio Cézar Rebollal Rodriguez López (ur. 6 czerwca 1967 w Rio de Janeiro) – brazylijski pływak specjalizujący się głównie w stylu dowolnym i zmiennym.

## Życiorys
Júlio López urodził się 6 czerwca 1967 roku w Rio de Janeiro w Brazylii. Swoją karierę jako pływak rozpoczął w wieku 19 lat w 1986 roku podczas 5. Mistrzostw Świata w pływaniu w Madrycie w Hiszpanii, gdzie zajął dwudzieste trzecie miejsce w konkurencji 400 metrów oraz dwudzieste ósme na 200 metrów stylem zmiennym.
W sierpniu 1987 roku López wziął udział w 10. Igrzyskach Panamerykańskich w Indianapolis w Stanach Zjednoczonych, zdobywając brązowe medale w sztafecie  4 × 100 metrów oraz 4 × 200 metrów stylem dowolnym. Został także sklasyfikowany na czwartym miejscu w wyścigu na 200 metrów stylem dowolnym oraz na ósmym na 200 metrów stylem zmiennym.
Rok później w 1988 roku López wystąpił na 24. Letnich Igrzyskach Olimpijskich w Seulu w Korei Południowej, zajmując dziesiąte miejsce w sztafecie na 4 × 200 metrów, dwunaste na 4 × 100 m stylem dowolnym, dwudzieste szóste na 200 metrów stylem zmiennym oraz trzydzieste na 200 metrów stylem dowolnym.
Trzy lata później Lópeż pojawił się na 11. Igrzyskach Panamerykańskich w Hawanie na Kubie, zdobywając złoty medal w sztafecie 4 × 100 metrów stylem dowolnym.